# ملادن (روستا)
ملادن (به بلغاری: Mladen) یک منطقهٔ مسکونی در بلغارستان است که در سولیوو واقع شده‌است.